# Championnat de Grèce de football 2024-2025
Navigation
2023-2024 2025-2026
La saison 2024-2025 de Super League est la 89e édition de la première division grecque, et la 66e édition sous sa forme actuelle,.
Le championnat est composé de quatorze équipes, incluant deux équipes promues de deuxième division, qui s'affrontent dans un premier temps à deux reprises sur vingt-six journées pour un total de 182 matchs. À l'issue de ces rencontres, la compétition se divise en trois poules distinctes accueillant respectivement les quatre premiers, les quatre suivants et les six derniers du classement final de la première phase afin de déterminer, dans le premier cas, le vainqueur du championnat ainsi que les places européennes, dans le deuxième une autre équipe qui se qualifie pour la Ligue Conférence et dans le dernier les relégués en fin de saison.
Le PAOK Salonique est le tenant du titre.

## Compétition

### Première phase

#### Règlement
Le classement est établi sur le barème suivant : une victoire rapporte trois points, un match nul en rapport un tandis qu'une défaite n'octroie aucun point.
À égalité de points, les critères de départage sont les suivants : 
1. plus grand nombre de points dans les confrontations directes ;
2. plus grande différence de buts dans les confrontations directes ;
3. plus grande différence de buts générale ;
4. plus grand nombre de buts marqués ;
5. moins grand nombre de buts encaissés.

#### Classement
| Rang | Équipe             | Pts | J  | G  | N  | P  | Bp | Bc | Diff |
| ---- | ------------------ | --- | -- | -- | -- | -- | -- | -- | ---- |
| 1    | Olympiakós         | 60  | 26 | 18 | 6  | 2  | 45 | 16 | +29  |
| 2    | AEK Athènes        | 53  | 26 | 16 | 5  | 5  | 44 | 16 | +28  |
| 3    | Panathinaïkos      | 50  | 26 | 14 | 8  | 4  | 31 | 22 | +9   |
| 4    | PAOK Salonique T   | 46  | 26 | 14 | 4  | 8  | 51 | 26 | +25  |
| 5    | Aris Salonique     | 42  | 26 | 12 | 6  | 8  | 31 | 28 | +3   |
| 6    | OFI Crète          | 36  | 26 | 10 | 6  | 10 | 37 | 38 | -1   |
| 7    | Atromitos FC       | 35  | 26 | 10 | 5  | 11 | 32 | 32 | 0    |
| 8    | Asteras Tripolis   | 35  | 26 | 10 | 5  | 11 | 27 | 29 | -2   |
| 9    | Panetolikós FC     | 33  | 26 | 9  | 6  | 11 | 20 | 22 | -2   |
| 10   | APO Levadiakos P   | 28  | 26 | 6  | 10 | 10 | 30 | 34 | -4   |
| 11   | Panserraikos FC    | 28  | 26 | 8  | 4  | 14 | 30 | 47 | -17  |
| 12   | Volos FC           | 22  | 26 | 6  | 4  | 16 | 20 | 42 | -22  |
| 13   | Athens Kallithéa P | 21  | 26 | 4  | 9  | 13 | 24 | 40 | -16  |
| 14   | PAS Lamía          | 15  | 26 | 3  | 6  | 17 | 14 | 44 | -30  |

Qualifications
- 1er à 4e : qualification pour le groupe championnat
- 5e à 8e : qualification pour le barrage européen
- 9e à 14e : qualification pour le groupe relégation

Abréviations
- T : Tenant du titre
- P : Promu de deuxième division

### Deuxième phase

#### Règlement
À l'issue de la première phase, les équipes sont divisées en trois groupes. Les quatre premiers au classement sont ainsi intégrés au groupe championnat, dans lequel sont déterminés le vainqueur de la compétition ainsi que la répartition des places européennes, tandis que les quatre suivants vont déterminer le club qualifié en Ligue Conférence puis les six derniers sont placés dans le groupe relégation, qui sert à déterminer les équipes reléguées.
Dans les trois cas, chaque équipe conserve l'intégralité de ses statistiques de la première phase. Les équipes se rencontrent à nouveau à deux reprises, une fois à domicile et à l'extérieur.
Le classement est établi sur le barème suivant : une victoire rapporte trois points, un match nul en rapport un tandis qu'une défaite n'octroie aucun point.
À égalité de points, les critères de départage sont les suivants : 
1. plus grand nombre de points dans les confrontations directes des deux phases ;
2. plus grande différence de buts dans les confrontations directes des deux phases ;
3. meilleur classement de la première phase.

#### Groupe championnat
| Rang | Équipe           | Pts | J  | G  | N | P  | Bp | Bc | Diff |
| ---- | ---------------- | --- | -- | -- | - | -- | -- | -- | ---- |
| 1    | Olympiakós C     | 75  | 32 | 23 | 6 | 3  | 58 | 22 | +36  |
| 2    | Panathinaïkos    | 59  | 32 | 17 | 8 | 7  | 42 | 32 | +10  |
| 3    | PAOK Salonique T | 58  | 32 | 18 | 4 | 10 | 62 | 37 | +25  |
| 4    | AEK Athènes      | 53  | 32 | 16 | 5 | 11 | 48 | 28 | +20  |

Qualifications européennes
Ligue des champions 2025-2026
- 1er : Phase de Ligue

- 2e : Deuxième tour de qualification

Ligue Europa 2025-2026
- C : troisième tour de qualification

Ligue Conférence 2025-2026
- 4e : deuxième tour de qualification

Abréviations
- T : Tenant du titre
- C : Vainqueur de la Coupe de Grèce 2024-2025

- Comme Olympiakós gagne également la Coupe de Grèce, la place en Ligue Europa est redistribuée au troisième.
- Initialement Olympiakós en tant que champion se qualifie pour le deuxième tour de qualification de la Ligue des champions 2025-2026, mais comme le vainqueur de l'édition 2024-2025, le Paris Saint-Germain, est déjà qualifié via le championnat, la place du tenant du titre est donné au club champion de son pays non qualifié pour la phase de ligue avec le plus haut coefficient UEFA.

#### Barrage européen
Les clubs de la 5e à la 8e place de la première phase s'affrontent pour une place en Ligue Conférence. Le premier est qualifié pour le deuxème tour de qualification de la Ligue Conférence 2025-2026.
| Rang | Équipe           | Pts | J  | G  | N | P  | Bp | Bc | Diff |
| ---- | ---------------- | --- | -- | -- | - | -- | -- | -- | ---- |
| 5    | Aris Salonique   | 35  | 32 | 16 | 8 | 8  | 42 | 32 | +10  |
| 6    | Asteras Tripolis | 27  | 32 | 13 | 5 | 14 | 35 | 40 | -5   |
| 7    | Atromitos FC     | 26  | 32 | 12 | 7 | 13 | 39 | 37 | +2   |
| 8    | OFI Crète        | 20  | 32 | 10 | 8 | 14 | 40 | 47 | -7   |

Ligue Conférence 2025-2026
- 1er : deuxième tour de qualification

#### Groupe relégation
| Rang | Équipe             | Pts | J  | G  | N  | P  | Bp | Bc | Diff |
| ---- | ------------------ | --- | -- | -- | -- | -- | -- | -- | ---- |
| 9    | APO Levadiakos P   | 50  | 36 | 13 | 11 | 12 | 50 | 43 | +7   |
| 10   | Panetolikós FC     | 48  | 36 | 13 | 9  | 14 | 29 | 31 | -2   |
| 11   | Volos FC           | 39  | 36 | 11 | 6  | 19 | 36 | 52 | -16  |
| 12   | Panserraikos FC    | 37  | 36 | 10 | 7  | 19 | 40 | 61 | -21  |
| 13   | Athens Kallithéa P | 36  | 36 | 8  | 12 | 16 | 36 | 52 | -16  |
| 14   | PAS Lamía          | 20  | 36 | 4  | 8  | 24 | 21 | 64 | -43  |

Relégation en deuxième division
- 13e et 14e : relégation

Abréviations
- P : Promu de deuxième division

## Parcours en Coupes d'Europe
| PAOK Salonique | Ligue des champions | Troisième tour de qualification (reversé en Ligue Europa)     | Malmö FF            | Malmö FF            | Malmö FF            |
| PAOK Salonique | Ligue Europa        | Barrages de la phase à élimination directe                    | SC Fotbal Club FCSB | SC Fotbal Club FCSB | SC Fotbal Club FCSB |
| Olympiakós     | Ligue Europa        | Huitième de finale                                            | FK Bodø/Glimt       | FK Bodø/Glimt       | FK Bodø/Glimt       |
| Panathinaïkós  | Ligue Europa        | Troisième tour de qualification (reversé en Ligue Conference) | Ajax Amsterdam      | Ajax Amsterdam      | Ajax Amsterdam      |
| Panathinaïkós  | Ligue Conférence    | Huitième de finale                                            | ACF Fiorentina      |                     |                     |
| AEK Athènes    | Ligue Conférence    | Troisième tour de qualification                               | FC Noah             | FC Noah             | FC Noah             |

## Bilan de la saison
| Championnat de Grèce de football 2024-2025 |                        |
| Champion                                   | Olympiakós (48e titre) |
| Dauphin                                    | Panathinaïkos          |
| Coupes et trophées                         |                        |
| Vainqueur de la Coupe de Grèce 2024-2025   | Olympiakós             |
| Qualifications continentales               |                        |
| Ligue des champions 2025-2026              | Olympiakós             |
| Ligue des champions 2025-2026              | Panathinaïkos          |
| Ligue Europa 2025-2026                     | PAOK Salonique         |
| Ligue Conférence 2025-2026                 | AEK Athènes            |
| Ligue Conférence 2025-2026                 | Aris Salonique         |
| Promotions et relégations                  |                        |
| Promus en Super League                     | AEL Larissa            |
| Promus en Super League                     | AE Kifisia             |
| Relégués en Super League 2                 | GS Kallithéa           |
| Relégués en Super League 2                 | PAS Lamía              |